# Argas echinops
Argas echinops är en fästingart som beskrevs av Hoogstraal, Uilenberg och Blanc 1967. Argas echinops ingår i släktet Argas och familjen mjuka fästingar.
Artens utbredningsområde är Madagaskar. Inga underarter finns listade i Catalogue of Life.